# Епідемія гарячки Ебола в Західній Африці
Епідемія хвороби, яку спричинює вірус Ебола (англ. Ebola virus desease, EVD), відбулась у декількох західноафриканських країнах. Перші спалахи хвороби були офіційно зафіксовані у Гвінеї в березні 2014 р., проте останні дослідження свідчать, що перші захворілі з'явилися раніше — ще в грудні 2013 року, просто на той час хвороба не була ідентифікована. З моменту появи перших випадків захворювання, вірус поширився також на територію Ліберії, Сьєрра-Леоне та Нігерії, а пізніше поодинокі випадки були зафіксовані у Сенегалі, США, Малі, Іспанії, Великій Британії, Італії. Ця епідемія є найлютішою з-поміж усіх відомих епідемій цієї хвороби, як за кількістю випадків захворювання, так і за кількістю смертей.
8 серпня 2014 року Всесвітня організація охорони здоров'я (ВООЗ) оголосила епідемію катастрофою міжнародного рівня (Public health emergency of international concern)
Станом на 21 березня 2016 року (116-й тиждень епідемії) з початку січня 2014 р. (1-й тиждень епідемії) зареєстровано ВООЗ 28 641 випадок хвороби, зокрема 11 316 смертей у 10 країнах (Гвінея, Сьєрра-Леоне, Ліберія, Нігерія, Сенегал, Малі, США, Іспанія, Велика Британія, Італія). Епідемія на сьогодні ще продовжується в Гвінеї.
Різноманітні організації, до яких належать, зокрема, Економічне співтовариство країн Західної Африки (ECOWAS), американські Центри по контролю за інфекційними хворобами (англ. CDC) і Європейська комісія виділили кошти та мобілізували медперсонал з метою надати допомогу у справі протистояння поширенню хвороби; у цьому ж напрямку працюють такі благодійні організації, як Лікарі без кордонів, Червоний Хрест та Samaritan's Purse.
9 червня 2016 року ВООЗ задекларувала закінчення найтяжчої епідемії гарячки Ебола в світі, зафіксувавши зокрема в Ліберії спливання 42-денного терміну від останнього негативного тесту на вірус Ебола в останнього зареєстрованого хворого у цій країні. Відповідні терміни спливли у Сьєрра-Леоне 17 березня 2016 року та у Гвінеї 1 червня 2016 року.

## Перші випадки захворювання та спалах епідемії

### Спалах епідемії у Гвінеї
Дослідники вважають, що першим носієм інфекції серед людей, від якого й бере початок епідемія хвороби, спричиненої вірусом Ебола у 2014 році, став 2-річний хлопчик, який помер 6 грудня 2013 року у селі Меліанду, префектура Ґекеду, Гвінея. Після цього його мати, трирічна сестра та бабуся теж захворіли та невдовзі померли, тоді як симптоми їхньої хвороби цілком узгоджувалися із симптомами гарячки Ебола. Люди, що заразились інфекцією внаслідок контактів із цими першими жертвами — поширили хворобу й на інші села.
19 березня Міністерство охорони здоров'я Гвінеї повідомило про локальний спалах невизначеної вірусної кровоточивої гарячки; в результаті цього спалаху на той час ще недіагностованої хвороби захворіло щонайменше 35 людей та 23 з них — померло. Медики запідозрили вірус Ебола як ймовірну причину цієї гарячки, тож для точної ідентифікації хвороби зразки були надіслані до Сенегалу та Франції. І вже 25 березня 2014 року ВООЗ повідомила, що Міністерство охорони здоров'я Гвінеї доповіло про спалах гарячки Ебола у чотирьох південно-східних областях країни: Guekedou, Macenta, Nzerekore та Kissidougou, із підозрою на подібні захворювання і в сусідніх країнах — Ліберії та Сьєрра-Леоне, де ще на той час проводилися заходи з ідентифікації захворювання. 24 березня була наявна інформація про 86 випадків захворювання у Гвінеї, з яких 59 закінчились смертю (летальність становила 68,5 %). Початковий рапорт свідчив про те, що причиною епідемії міг стати новий вид вірусу Ебола, однак така версія була відкинута в результаті подальших досліджень, які дозволили верифікувати виділений вірус як такий, що є штамом відомого вже виду Заїр.
31 березня американські Центри по контролю за інфекційними хворобами відправили команду із п'яти осіб «для надання міжнародної підтримки у протидії спалаху хвороби Ебола Міністерству охорони здоров'я Гвінеї та очільникам ВООЗ». До 23 квітня загальна кількість підозрюваних та підтверджених випадків захворювання становила 242 випадки, в тому числі — 142 із смертельним результатом (із коефіцієнтом летальності у 59 %).
Приблизно 23 травня хвороба досягла столиці Гвінеї — Конакрі, населення якої становить близько 3 мільйонів. За інформацією Ібрагіма Туре, керівника недержавної організації Plan Guinea, «погані умови життя, брак водопостачання і санітарії у більшості районів Конакрі становлять серйозну небезпеку, де епідемія може розвинутися у серйозну кризу. Люди не думають про те, аби помити руки, тоді як води не вистачає навіть на те, щоб втамувати спрагу».

### Подальше поширення
У Ліберії повідомлення про випадки захворювання у графствах Лофа та Німба з'явилися наприкінці березня, а до середини квітня Міністерство охорони здоров'я та соціального благополуччя зафіксувало ймовірні випадки у графствах Маргібі та Монтсеррадо.
Сьєрра-Леоне, Малі та Гана до середини квітня виявили випадки захворювання, збудником яких міг бути вірус Ебола, однак всі клінічні проби зі всіх цих випадків дали негативний результат на наявність даного вірусу. Загальна ситуація із поширенням інфекції у Гвінеї дещо покращилась у травні. Протягом декількох днів не виникало нових загроз чи випадків внутрішньолікарняних заражень у Ліберії, а також у п'яти із шести вражених хворобою префектур у Гвінеї. Ґекеду (Guéckédou) була єдиною місцевістю, звідки все ще надходили повідомлення про інфікування та смертельні випадки.
З 23 по 27 травня 2014 року три області, які були уражені епідемією до цього (Ґекеду, Мацента та Конакрі), чотири нові регіони (Боффа, Телімеле, Боке та Дубрека), а також ще одна африканська країна (Сьєрра-Леоне) повідомили про декілька нових клінічних випадків захворювання на гарячку Ебола. В середині червня було повідомлено про перші випадки захворювання у столиці Ліберії — Монровії.
Médecins Sans Frontières наприкінці червня описав ситуацію в Західній Африці як таку, що «цілковито вийшла з-під контролю». До липня Ліберія доповіла про 107 випадків інфікування (з них — 52 підтверджені лабораторно) та щонайменше 65 смертей внаслідок гарячки Ебола; і тоді як лише чотири смертельних випадки були зафіксовані з-поза меж графства Лофа до середини квітня, до середини червня Міністерство охорони здоров'я Ліберії повідомляло вже аж про сім додаткових смертельних випадків у самому лише графстві Монтсеррадо.
Епідемія швидко прогресувала у Сьєрра-Леоне. Рапорт про перші випадки захворювання з'явився 25 травня стосовно регіону Кайлагун, розташованого поблизу границі із Ґекеду у Гвінеї. До 20 червня було відомо про 158 випадків із підозрою на захворювання Ебола, переважно в межах регіону Калагун та суміжного з ним — Кенема, однак такі випадки фіксувалися також у регіонах Камбіа, Порт-Локо та Західному — на північному заході країни. До 17 липня загальна кількість випадків із підозрою на захворювання Ебола в цій країні становила 442, обігнавши за цим показником Гвінею та Ліберію. До 20 липня поширення епідемії досягло регіону Бо; Перше захворювання на території Фрітауна — столиці Сьєрра-Леоне — було зафіксоване наприкінці липня.
Про перший виявлений випадок захворювання у Нігерії 25 липня повідомила ВООЗ: Патрік Соєр, офіційний представник Міністерства фінансів Ліберії, полетів з Ліберії до Нігерії після того, як був заражений вірусом, і помер у Лагосі невдовзі після прибуття. У відповідь на це, з метою запобігання поширенню вірусу, лікарня, у якій перебував Патрік Соєр, була закрита та оголошена карантинною зоною, а медпрацівники, які займалися лікуванням ліберійця, опинилися в ізоляції.

### Країни із активним локальним поширенням інфекції

Країни з активним поширенням інфекції, станом на 9 серпня 2014 р.

Державні органи влади Гвінеї, Сьєрра-Леоне та Ліберії сформували й залучили свої національні комітети по надзвичайних ситуаціях та приготували плани по реагуванню на поширення епідемії гарячки Ебола, а також провели оцінювання загальної небезпеки ситуації та заходів, яких потрібно вжити для боротьби з епідемією.
Регіональний представник ВООЗ у Африці, Луіс Самбо, відвідував вражені епідемією країни з 21 по 25 липня, при чому вів перемовини з політичними лідерами, міністрами охорони здоров'я, різними недержавними організаціями та іншими агенціями. Він підкреслив необхідність «сприяти зміні суспільної поведінки, в той же час шануючи культурні аспекти» африканських народів.

#### Гвінея
Кордон між Гвінеєю та Ліберією у квітні все ще був відкритий; посол Гвінеї у Монровії зауважив, що його уряд переконаний, що зусилля, спрямовані на пряму боротьбу з епідемією, будуть значно ефективнішими, аніж закриття границі. На початку серпня 2014 року Гвінея закрила свій кордон — як з Ліберією, так і зі Сьєрра-Леоне — аби допомогти стримати поширення хвороби, оскільки з цих двох сусідніх країн надходило більше звісток про нові випадки захворювання, аніж із самої Гвінеї.

#### Ліберія
23 липня, або за день до цього, ліберійське міністерство охорони здоров'я почало імплементацію стратегічного плану, узгодженого із підсумками зібрання в Аккрі та спрямованого на вдосконалення реакції країни на епідемію.
27 липня Елен Джонсон-Серліф, Президент Ліберії, оголосила, що Ліберія закриє всі свої кордони, за винятком декількох пунктів пропуску — таких як головний аеропорт країни, де будуть обладнані спеціальні центри обстежень, тоді як найбільш вражені епідемією регіони країни будуть переведені у режим карантину. Всі футбольні події були цілковито скасовані, оскільки великі скупчення людей, а також сама природа цього виду спорту збільшують ризик поширення інфекції. Через три дні після того, як були зачинені кордони, Серліф оголосила про закриття всіх навчальних закладів по цілій країні, в тому числі й Університет Ліберії, а декілька громад мали бути переведеними на карантин. Елен Джонсон-Серліф оголосила про введення надзвичайного стану в країні 6 серпня, частково через те, що хвороба продовжувала послаблювати систему охорони здоров'я в державі, а тому потенційно могла послабити здатність цієї системи лікувати й рутинні хвороби, такі як малярія; президент зауважила, що надзвичайний стан може потребувати «обмеження певних прав та привілеїв». Того ж дня Національна виборча комісія Ліберії оголосила про те, що вона буде нездатна організувати заплановані на жовтень 2014 року вибори до Сенату Ліберії, а тому подає запит на відтермінування виборів. — через тиждень після того, як лідери різних опозиційних партій публічно висловили різне ставлення до цього питання.

#### Нігерія
Станом на 5 серпня 2014 року на території Нігерії було відомо про два підтверджених та шість підозрюваних випадків захворювань на гарячку Ебола. Першим з них став випадок прибулого з Ліберії американця, Патріка Соєра, який здійснив переліт з цієї країни літаком до Нігерії, та на момент прибуття до міста Лагос виявився невиліковно хворим. 20 липня, через міста Ломе та Аккра, він добувся до Нігерії, до міста Лагос, де й помер через п'ять днів після цього. У відповідь на це нігерійський уряд посилив інтенсивність та прискіпливість обстежень пасажирів, які прибувають до країни на всіх пропускних пунктах; представники системи охорони здоров'я країни були призначені на всі такі пропускні пункти для проведення медичних тестувань осіб, які прибувають до країни. Перші рапорти повідомляли про те, що 65 осіб, які раніше контактували із Соєром (в тому числі персонал аеропорту, супутники по рейсу та медпрацівники лікарні, у яку Соєра було госпіталізовано) були піддані прискіпливим медичним обстеженням, проте симптомів гарячки Ебола у них не було виявлено. 4 серпня з'явилося підтвердження інформації про те, що лікар, який займався лікуванням ліберійця, зазнав інфікування вірусом Ебола, і на той момент проходив курс лікування. 6 серпня офіційні представники нігерійської влади підтвердили повідомлення про спричинену вірусом Ебола смерть медсестри, яка лікувала Соєра.
9 серпня 2014 року Нігерійський національний комітет з етики досліджень в галузі охорони здоров'я — організація, яка визначає принципи дослідницької етики по всій країні — ввела в дію постанову, за якою нівелюються звичні адміністративні норми, що обмежують вивезення за кордон будь-яких біологічних зразків з Нігерії. Ця постанова також підтримує застосування незатверджених офіційно методів лікування без їх попередньої оцінки та схвалення комітетом із дослідницької етики.

#### Сьєрра-Леоне
Владні структури Сьєрра-Леоне ввели в дію тимчасові заходи, до яких входять реактивація «Протоколу активного стеження», за яким всі подорожні, які прибуватимуть до країни із Гвінеї або Ліберії, піддаватимуться суворому огляду для того, аби переконатися у тому, що їх стан здоров'я є задовільним. Уряд Сьєрра-Леоне оголосив про введення надзвичайного стану 30 липня, та відправив війська для забезпечення карантину в зонах наймасштабнішого поширення епідемії.
У серпні 2014 року у Фрітауні, столиці Сьєрра-Леоне, була проведена роз'яснювальна кампанія для населення — інформація щодо способів як вберегтися від інфікування розповсюджувалася через радіо та встановлені на автомобілях гучномовці.

### Країни із підозрюваними або ізольованими випадками

#### Бенін
7 серпня з Беніна надійшло повідомлення про два ймовірні випадки захворювання гарячкою Ебола у двох різних медичних закладах країни. Обидва потенційно інфіковані пацієнти були перевезені до Сенегалу, де діагноз мав бути уточнений. Початкові тести на вірус Ебола дали негативні результати.

#### Гана
До початку серпня у Гані було відомо про значну кількість випадків захворювань із підозрою на вірус Ебола як їх причину. Всі аналізи крові дали негативні результати — ознак інфікування вірусом Ебола не було виявлено — однак в Гані спорудили три ізоляційні центри для забезпечення карантинних умов у разі необхідності.

#### Саудівська Аравія
1 квітня Саудівська Аравія припинила видачу віз для мусульманських прочан, які подорожують до Мекки із Гвінеї, Ліберії та Сьєрра-Леоне. Незважаючи на це, 3 серпня один чоловік із підозрою на захворювання Ебола повернувся додому до Саудівської Аравії із Сьєрра-Леоне, де й помер через три дні після прибуття. 10 серпня було оприлюднено результати аналізів із цього випадку, які свідчили про відсутність ознак захворювання, спричиненого вірусом Ебола.
6 серпня Міністерство охорони здоров'я Саудівської Аравії порадило громадянам та обивателям країни утриматись від поїздок до Ліберії, Сьєрра-Леоне та Гвінеї до подальших розпоряджень.

#### Іспанія
5 серпня 2014 року Орден госпітальєрів св. Івана Божого підтвердив інформацію про те, що один з їх іспанських братів, а саме — Мігель Пахарес — був інфікований вірусом Ебола під час виконання волонтерської місії у Ліберії. Його репатріація відбулась 6 серпня 2014 року під контролем іспанського Міністерства оборони. Представники іспанської влади повідомили, що пацієнта лікуватимуть у мадридській лікарні «Carlos III», хоча з приводу такого рішення виникали певні суперечки. 12 серпня брат Пахарес помер від гарячки Ебола.

#### США
31 липня 2014 року чиновники США у галузі охорони здоров'я із Центрів по контролю над захворюваннями видали рекомендації щодо подорожей до Гвінеї, Ліберії та Сьєрра-Леоне, в яких застерегли громадян від поїздок у ці країни без крайньої необхідності.
Американський гуманітарний працівник д-р. Кент Брантлі був інфікований вірусом Ебола під час виконання своїх обов'язків у лікувальному центрі в Монровії, де він працював керівником гуманітарної групи Samaritan's Purse; Ненсі Райтбол, одна із колег по гуманітарній місії під керівництвом Брентлі, була інфікована в той же час. Обоє були переправлені повітряним транспортом до Сполучених Штатів на початку серпня, де мало проходити їх подальше лікування в Університетській лікарні Еморі, з розташуванням у Атланті, неподалік від головного офісу Центрів по контролю над захворюваннями (англ. Centers for Disease Control).
6 серпня 2014 року Центри по контролю над захворюваннями перевизначили своє відношення до проблеми поширення гарячки Ебола, надавши їй статус «Рівень 1» (англ. Level 1) — найвищий рівень важливості за шкалою із шести рівнів — для покращення здатності даної установи реагувати на загрозу поширення епідемії.

## Труднощі у справі ізоляції епідемії
До труднощів, з якими стикаються лікарі та епідеміологи при спробі локалізувати епідемію, належать розкиданість точок найінтенсивнішого поширення інфекції по всій території країни, невідповідне медичне обладнання, яким забезпечується медперсонал, релігійні ритуали поховання, до яких входить, зокрема, обмивання тіла померлої людини, а також небажання пересічних громадян вживати запобіжних заходів, що виражається, зокрема, у «звільненні» підозрюваних на захворювання Ебола пацієнтів із ізоляційних центрів.

### Пересуди та заперечення
Заперечення існування хвороби у деяких вражених епідемією країнах, таких як Сьєрра-Леоне, часто робили зусилля з локалізації епідемії значно менш результативними. Мовні бар'єри та поява команд медиків у захисних костюмах іноді спричиняла серед населення перебільшений страх перед вірусом. Існують рапорти, в яких зазначається, що деякі люди вірять, що хвороба спричиняється чаклунством, або що лікарі вбивають своїх пацієнтів. Наприкінці липня колишній ліберійський міністр охорони здоров'я Пітер Коулман зауважив, що «зараз, схоже, люди не вірять нічому з того, що говорить уряд». У серпні натовп атакував ліберійський ізоляційний центр для інфікованих вірусом Ебола, в процесі нападу розкрадаючи обладнання та «звільняючи» пацієнтів. Дехто з нападників викрикував, що «не існує ніякої Еболи».

### Медпрацівники
Станом на 26 липня 2015 року у 880 медичних працівників підтверджено наявність гарячки Ебола, зокрема померло 510 З-поміж смертельних випадків серед медпрацівників варто виділити смерть Семюела Брісбейна — колишнього радника при Міністерстві охорони здоров'я та соціального благополуччя Ліберії, якого британська газета The Guardian описувала як «одного з найбільш висококваліфікованих лікарів у Ліберії». Два американські співробітники гуманітарних організацій були інфіковані у лікувальному центрі в Монровії, який перебував під опікою благодійних організацій Serving In Mission та Samaritan's Purse. 2 серпня Кент Брантлі, один з цих двох інфікованих медпрацівників, був переправлений літаком до Університетської лікарні Еморі, що в Атланті, де мало проходити його лікування, в результаті чого він став першим інфікованим вірусом Ебола пацієнтом у США. 29 липня внаслідок зараження вірусом помер провідний лікар-спеціаліст по хворобі Ебола Шейк Умар Хан із Сьєрра-Леоне, а наступного тижня захворів ще один видатний лікар-фахівець із цієї країни.
Достеменно відомо також про інцидент із співробітниками гуманітарних організацій, коли місцеві жителі напали на медпрацівників в той час, як вони намагалися повернути до місць ізоляції «звільнених» пацієнтів, попередньо не давши селянам пояснень про те, хто вони такі і з якою метою прийшли до них, а також ситуація із працівниками Червоного Хреста, які були змушені припинити роботу у Гвінеї після того, як персоналу стала погрожувати група чоловіків, озброєних ножами. Демонстрації перед головною лікарнею, в якій відбувалося лікування інфікованих вірусом Ебола пацієнтів у місті Кенема, Сьєрра-Леоне, 25 липня були розігнані поліцією.

## Рівень смертності
Дані щодо кількості випадків інфікування та щодо смертності, які надходили з Гвінеї, де поширення епідемії вдалося значно сповільнити до 18 червня, виявили, що коефіцієнт летальності при гарячці Ебола становив близько 64 %, при підрахунку чого, однак, враховувалися також дані щодо непідтверджених — ймовірних та підозрюваних випадків захворювання та смертей від гарячки Ебола, на основі інформації наданої Всесвітньою організацією охорони здоров'я.
Представники влади Гвінеї та ВООЗ мають різні бачення об'єктивності таких даних щодо пацієнтів, в тому числі й щодо рівня смертності. Інформацію щодо рівня смертності при цій епідемії неодноразово називали ненадійною, зважаючи на різницю у методах проведення досліджень та виконання аналізів, на включення при статистичних підрахунках непідтверджених (ймовірних та підозрюваних) випадків, а також на швидкість появи нових випадків інфікування та нових смертей.

## Економічний тягар
На додаток до самої лише загрози життю та здоров'ю населення, епідемія має ще й негативний економічний ефект. На початку квітня готель Palm Camayenne у Конакрі, який користується широкою популярністю серед бізнесменів та політиків, повідомив, що його заповнюваність становила менше ніж третину від звичного рівня як для цієї пори року. В той же час, відбулося значне зниження пасажиропотоку на рейсах авіакомпанії Brussels Airlines із Брюсселя до Конакрі, тоді як пасажиропотік у протилежному напрямку значно зріс. Крім того, регіональна авіакомпанія Gambia Bird відклала запуск рейсів до Конакрі після того, як Сенегал закрив свій кордон із Гвінеєю, аби не допустити поширення епідемії.
Другорядні працівники британської фірми London Mining у Сьєрра-Леоне були евакуйовані з країни у червні, одразу ж після фіксування спалаху епідемії в цій країні. На той час було відомо про щонайменше 50 випадків захворювання із підозрою на вірус Ебола, з яких 5 випадків завершилися смертю.
Спалах епідемії у Сьєрра-Леоне став причиною закриття шкіл, ринків, супермаркетів та єдиного в місті Кайлагун банка.
Як наслідок епідемії, зросла ринкова ціна Tekmira Pharmaceuticals — канадської компанії, яка займається розробкою експериментальних ліків проти гарячки Ебола.

## Графік випадків захворювання та смертей
Таблиця нижче демонструє графік спалаху епідемії, який був створений на основі даних, зібраних Центрами контролю над захворюваннями та ВООЗ. Всі числа зіставляються із даними Управління з координації гуманітарних питань ООН (Office for the Coordination of Humanitarian Affairs, OCHA), якщо ці дані були в наявності для окремої дати. До таблиці входять також випадки, які не були ще підтверджені на момент виходу доповіді. Всі дані походять із офіційних доповідей із міністерств охорони здоров'я країн, вражених інфекцією Ебола. Представництво ВООЗ стверджує про те, що числа, які повідомляються, «вельми недооцінюють масштаби спалаху хвороби». Випадки у віддалених місцевостях взагалі могли бути не враховані.

До таблиці могли бути занесені також випадки підозри на захворювання, які ще мають бути підтвердженими як такі, що були спричинені вірусом Ебола. У випадках, коли результати тестів не підтвердили захворювання гарячкою Ебола, в наступній даті доповіді вказується менше число смертей, аніж у попередній. (Числа внизу можуть відрізнятись від чисел, поданих у відповідних урядових доповідях. Див. примітки внизу, подані щодо окремих джерел.)

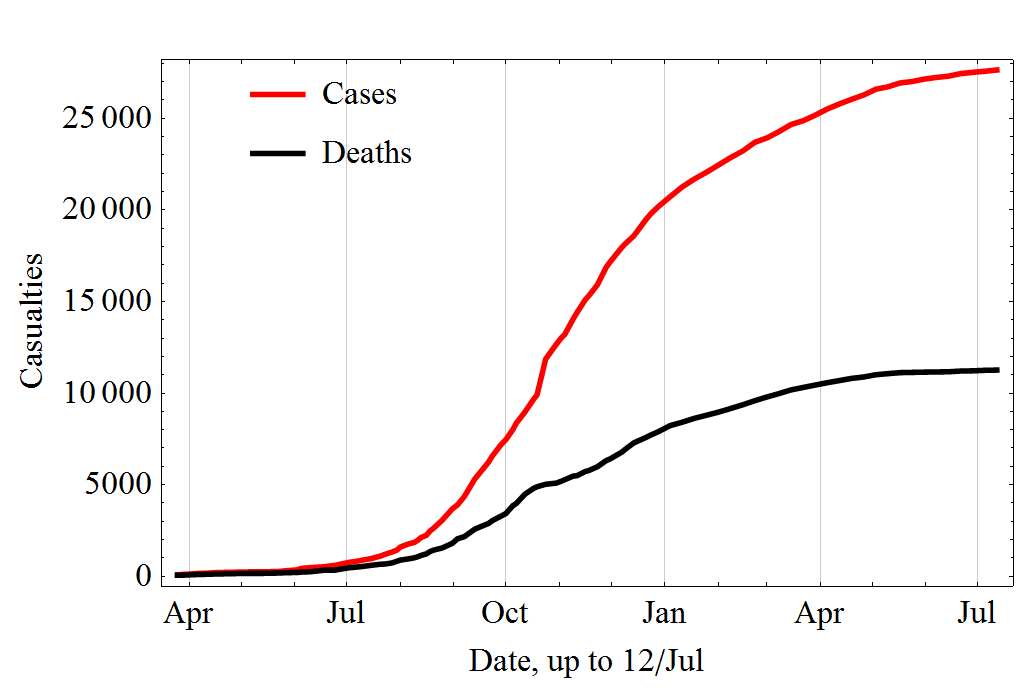
Еволюція загальної кількості випадків захворювання (cases) та смертей (deaths).
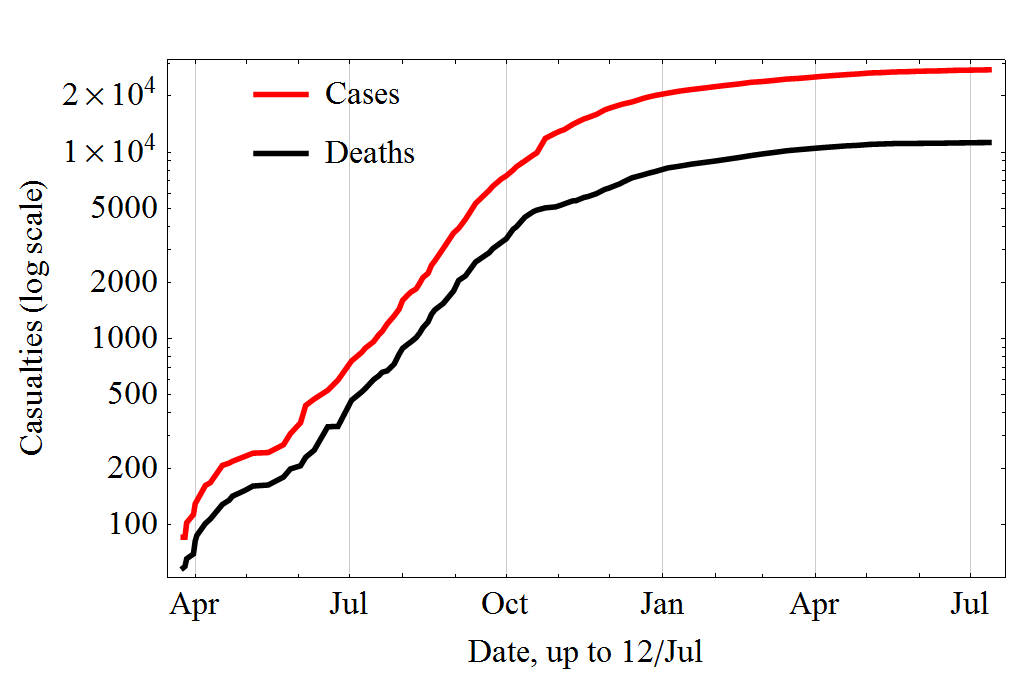
Сукупна кількість смертей та захворювань у логарифмічній шкалі
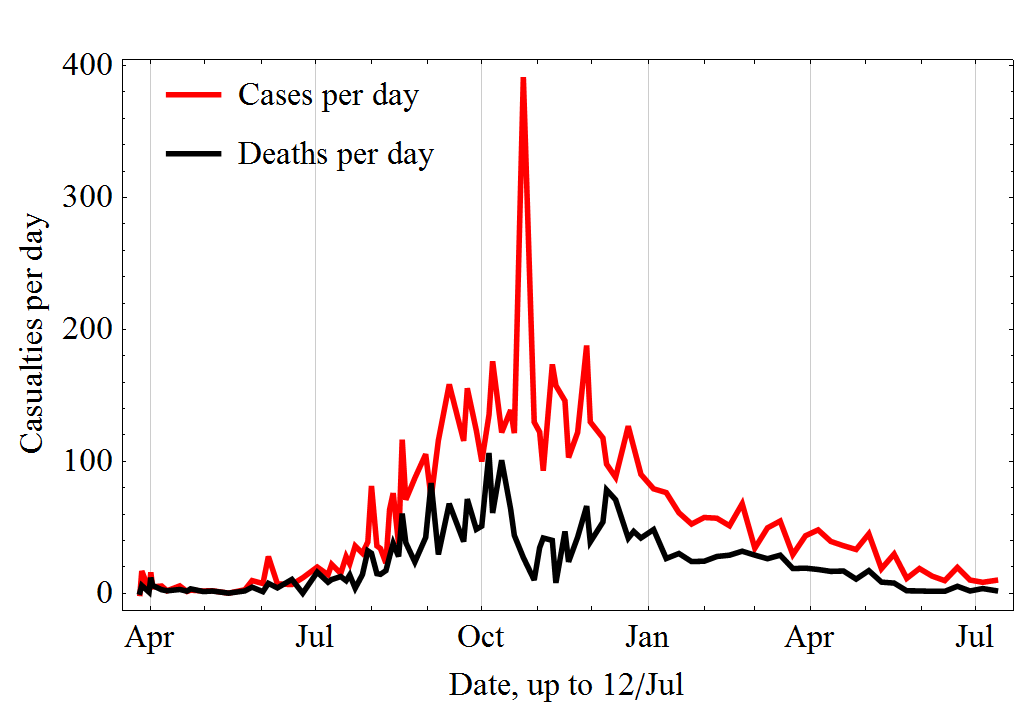
Середнє значення нових випадків захворювання та смертей на день (поміж датами доповідей ВООЗ)
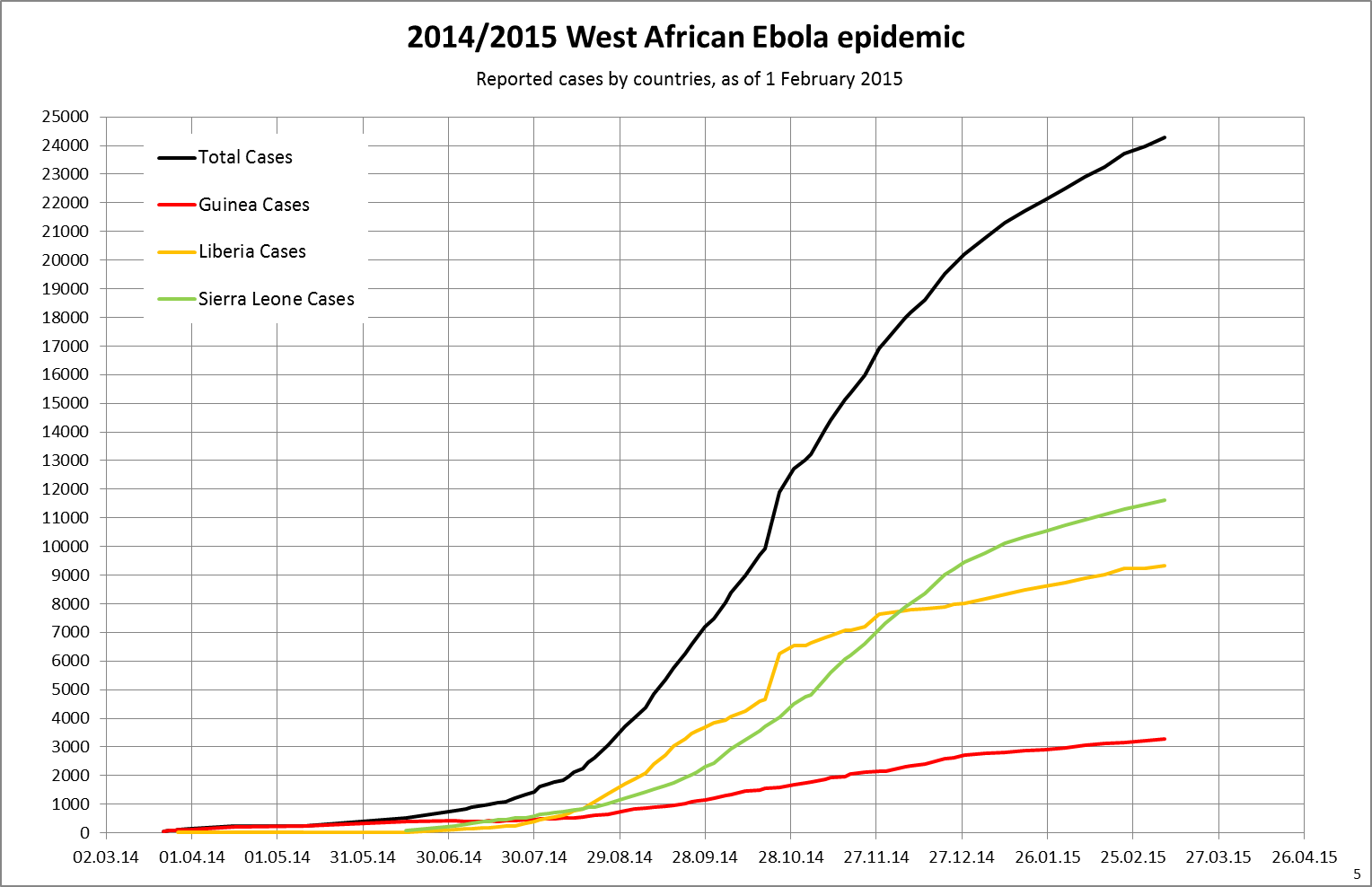
Сукупна кількість захворювань за країною у лінійній шкалі
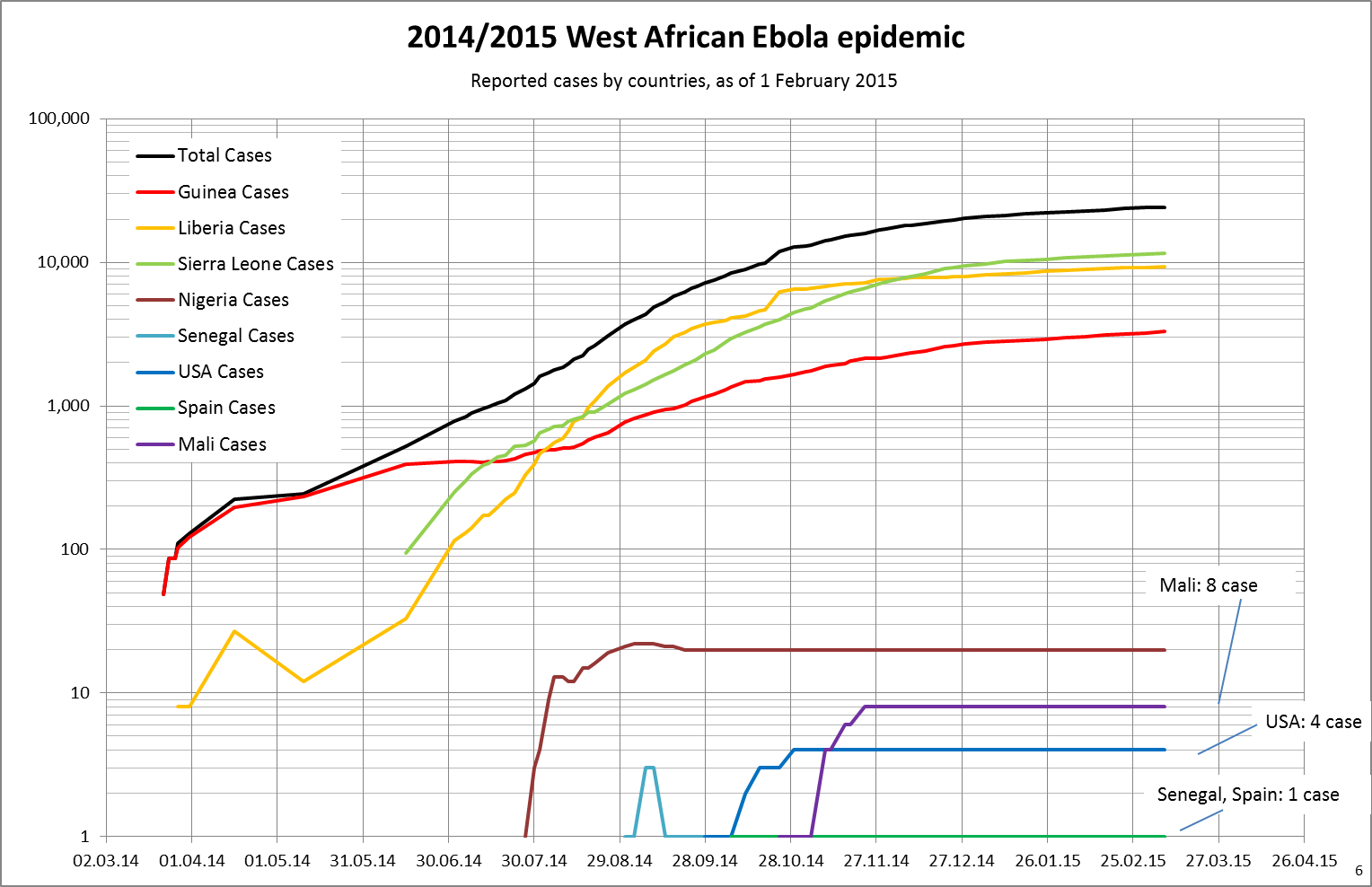
Сукупна кількість захворювань за країною у логарифмічній шкалі.

| Дата доповіді | Загалом       | Загалом | Гвінея   | Гвінея  | Ліберія     | Ліберія | Сьєрра-Леоне | Сьєрра-Леоне | Нігерія  | Нігерія | Сенегал  | Сенегал | Виноски |
| Дата доповіді | випадків      | смертей | випадків | смертей | випадків    | смертей | випадків     | смертей      | випадків | смертей | випадків | смертей | Виноски |
| ------------- | ------------- | ------- | -------- | ------- | ----------- | ------- | ------------ | ------------ | -------- | ------- | -------- | ------- | ------- |
| 17 вер 2014   | 5,762         | 2,746   | 965      | 623     | 3,022       | 1,578   | 1,753        | 537          | 21       | 8       | 1        | 0       | ✓       |
| 14 вер 2014   | 5,339         | 2,586   | 942      | 601     | 2,720       | 1,461   | 1,655        | 516          | 21       | 8       | 1        | 0       | ✓       |
| 10 вер 2014   | 4,846         | 2,375   | 899      | 568     | 2,415       | 1,307   | 1,509        | 493          | 22       | 8       | 3        | 0       | ✓       |
| 7 вер 2014    | 4,366         | 2,177   | 861      | 557     | 2,081       | 1,137   | 1,424        | 476          | 22       | 7       | 3        | 0       | ✓       |
| 3 вер 2014    | 4,001         | 2,089   | 823      | 522     | 1,863       | 1,078   | 1,292        | 452          | 22       | 7       | 1        | 0       | ✓       |
| 31 сер 2014   | 3,707         | 1,808   | 771      | 494     | 1,698       | 871     | 1,216        | 436          | 21       | 7       | 1        | 0       | ✓       |
| 25 сер 2014   | 3,071         | 1,553   | 648      | 430     | 1,378       | 694     | 1,026        | 422          | 19       | 7       |          |         | ✓       |
| 20 сер 2014   | 2,615         | 1,427   | 607      | 406     | 1,082       | 624     | 910          | 392          | 16       | 5       |          |         | ✓       |
| 18 сер 2014   | 2,473         | 1,350   | 579      | 396     | 972         | 576     | 907          | 374          | 15       | 4       |          |         | ✓       |
| 16 сер 2014   | 2,240         | 1,229   | 543      | 394     | 834         | 466     | 848          | 365          | 15       | 4       |          |         | ✓       |
| 13 сер 2014   | 2,127         | 1,145   | 519      | 380     | 786         | 413     | 810          | 348          | 12       | 4       |          |         | ✓       |
| 11 сер 2014   | 1,975         | 1,069   | 510      | 377     | 670         | 355     | 783          | 334          | 12       | 3       |          |         | ✓       |
| 9 сер 2014    | 1,848         | 1,013   | 506      | 373     | 599         | 323     | 730          | 315          | 13       | 2       |          |         | ✓       |
| 6 сер 2014    | 1,779         | 961     | 495      | 367     | 554         | 294     | 717          | 298          | 13       | 2       |          |         | ✓       |
| 4 сер 2014    | 1,711         | 932     | 495      | 363     | 516         | 282     | 691          | 286          | 9        | 1       |          |         | ✓       |
| 1 сер 2014    | 1,603         | 887     | 485      | 358     | 468         | 255     | 646          | 273          | 4        | 1       |          |         | ✓       |
| 30 лип 2014   | 1,440         | 826     | 472      | 346     | 391         | 227     | 574          | 252          | 3        | 1       |          |         | ✓       |
| 27 лип 2014   | 1,323         | 729     | 460      | 339     | 329         | 156     | 533          | 233          | 1        | 1       |          |         | ✓       |
| 23 лип 2014   | 1,201         | 672     | 427      | 319     | 249         | 129     | 525          | 224          |          |         |          |         | ✓       |
| 20 лип 2014   | 1,093         | 660     | 415      | 314     | 224         | 127     | 454          | 219          |          |         |          |         | ✓       |
| 17 лип 2014   | 1,048         | 632     | 410      | 310     | 196         | 116     | 442          | 206          |          |         |          |         | ✓       |
| 14 лип 2014   | 982           | 613     | 411      | 310     | 174         | 106     | 397          | 197          |          |         |          |         | ✓       |
| 12 лип 2014   | 964           | 603     | 406      | 304     | 172         | 105     | 386          | 194          |          |         |          |         | ✓       |
| 8 лип 2014    | 888           | 539     | 409      | 309     | 142         | 88      | 337          | 142          |          |         |          |         | ✓       |
| 6 лип 2014    | 844           | 518     | 408      | 307     | 131         | 84      | 305          | 127          |          |         |          |         | ✓       |
| 2 лип 2014    | 779           | 481     | 412      | 305     | 115         | 75      | 252          | 101          |          |         |          |         | ✓       |
| 30 чер 2014   | 759 (6/25)+22 | 467 +14 | 413 +3   | 303 +5  | 107 +8      | 65 +7   | 239 +11      | 99 +2        |          |         |          |         | ✓       |
| 22 чер 2014   | 599           | 338     | —        | —       | 51          | 34      | —            | —            |          |         |          |         | ✓       |
| 20 чер 2014   | 581           | 328     | 390 +0   | 270 +3  | —           | —       | 158 +0       | 34 +4        |          |         |          |         | ✓       |
| 17 чер 2014   | 528           | 337     | —        | —       | —           | —       | 97 (6/15)+31 | 49 +4        |          |         |          |         | ✓       |
| 16 чер 2014   | 526           | 334     | 398      | 264     | 33 (6/11)+9 | 24 +5   | —            | —            |          |         |          |         | ✓       |
| 15 чер 2014   | 522           | 333     | 394      | 263     | 33          | 24      | 95           | 46           |          |         |          |         | ✓       |
| 10 чер 2014   | 474           | 252     | 372      | 236     | —           | —       | —            | —            |          |         |          |         | CDC     |
| 6 чер 2014    | 453           | 245     | —        | —       | —           | —       | 89 +8        | 7 +1         |          |         |          |         | ✓       |
| 5 чер 2014    | 445           | 244     | 351 +7   | 226 +6  | —           | —       | —            | —            |          |         |          |         | ✓       |
| 5 чер 2014    | 438           | 233     | —        | —       | —           | —       | 81 +9        | 6            |          |         |          |         | ✓       |
| 3 чер 2014    | 436           | 233     | 344 +11  | 215 +3  | —           | —       | —            | —            |          |         |          |         | ✓       |
| 1 чер 2014    | 383           | 211     | 328      | 208 +21 | —           | —       | 79 +13       | 6            |          |         |          |         | ✓       |
| 29 тра 2014   | 354           | 211     | —        | —       | — +1        | — +1    | 50 +34       | 6 +1         |          |         |          |         | ✓       |
| 28 тра 2014   | 319           | 209     | 291      | 193     | —           | —       | —            | —            |          |         |          |         | ✓       |
| 27 тра 2014   | 309           | 202     | 281      | 186     | —           | —       | 16           | 5            |          |         |          |         | ✓       |
| 23 тра 2014   | 270           | 185     | 258      | 174     | —           | —       | —            | —            |          |         |          |         | ✓       |
| 18 тра 2014   | 265           | 187     | 253      | 176     | —           | —       | —            | —            |          |         |          |         | ✓       |
| 12 тра 2014   | 260           | 182     | 248      | 171     | —           | —       | —            | —            |          |         |          |         | ✓       |
| 10 тра 2014   | 245           | 168     | 233      | 157     | 12          | 11      | —            | —            |          |         |          |         | ✓       |
| 7 тра 2014    | 249           | 169     | 236      | 158     | —           | —       | —            | —            |          |         |          |         | ✓       |
| 3 тра 2014    | 244           | 166     | 231      | 155     | —           | —       | 0            | 0            |          |         |          |         | ✓       |
| 2 тра 2014    | 239           | 160     | —        | —       | 13          | 11      |              |              |          |         |          |         | ✓       |
| 1 тра 2014    | 237           | 158     | 226      | 149     | —           | —       |              |              |          |         |          |         | ✓       |
| 30 кві 2014   | 233           | 155     | 221      | 146     | —           | —       |              |              |          |         |          |         | CDC     |
| 24 кві 2014   | 253           | 152     | —        | —       | 35          | —       |              |              |          |         |          |         | ✓       |
| 23 кві 2014   | 252           | 152     | 218      | 141     | —           | —       |              |              |          |         |          |         | ✓       |
| 21 кві 2014   | 242           | 147     | —        | —       | 34 ↓26?     | 11 -2   |              |              |          |         |          |         | ✓       |
| 20 кві 2014   | 235           | 149     | 208      | 136     | —           | —       |              |              |          |         |          |         | ✓       |
| 17 кві 2014   | 230           | 142     | 203      | 129     | 27          | 13      |              |              |          |         |          |         | GU LI✓  |
| 16 кві 2014   | 224           | 135     | 197      | 122     | 27          | 13      | (1)          |              |          |         |          |         | ✓       |
| 14 кві 2014   | 194           | 121     | 168      | 108     | —           | —       |              |              |          |         |          |         | ✓       |
| 11 кві 2014   | 184           | 114     | —        | —       | 26          | 13      |              |              |          |         |          |         | ✓       |
| 10 кві 2014   | 183           | 113     | —        | —       | 25          | 12      | —            | —            |          |         |          |         | ✓       |
| 9 кві 2014    | 179           | 111     | 158      | 101     | —           | —       | —            | —            |          |         |          |         | ✓       |
| 7 кві 2014    | 172           | 105     | 151      | 95      | 21          | 10      | — (-2)       | —            |          |         |          |         | ✓       |
| 1 кві 2014    | 135           | 88      | 127      | 83      | 8 +0        | 5 +1    |              |              |          |         |          |         | ✓       |
| 31 бер 2014   | 130           | 82      | 122      | 80      | 8           | 2       | —            | —            |          |         |          |         | ✓       |
| 29 бер 2014   | 114           | 71      | —        | —       | 2 ↓5        | 1 ↓1    | —            | —            |          |         |          |         | ?       |
| 28 бер 2014   | 120           | 76      | 112      | 70      | —           | —       | (2)          | (2)          |          |         |          |         | ✓       |
| 27 бер 2014   | 111           | 72      | 103      | 66      | 8           | 6       | (6)          | (5)          |          |         |          |         | ✓       |
| 26 бер 2014   | 86            | 62      | 86       | 62      |             |         |              |              |          |         |          |         | ✓       |
| 25 бер 2014   | 86            | 60      | 86       | 60      |             |         |              |              |          |         |          |         | ✓       |
| 24 бер 2014   | 86            | 59      | 86       | 59      |             |         |              |              |          |         |          |         | ✓       |
| 22 бер 2014   | 49            | 29      | 49       | 29      |             |         |              |              |          |         |          |         | ✓       |

Примітки:
Дата, яка вказується, не є датою самої доповіді, а тією датою, станом на яку було те число жертв, яке вказане у таблиці. Єдине джерело може давати дані станом на декілька різних дат.
Загальна кількість випадків та смертей до 1 липня 2014 року підраховується шляхом додавання відповідних чисел по країнах.
Числа із ± позначають уточнення для числа попередньої доповіді. Вони, однак, можуть не відповідати дійсності.
Числа із ↓ позначають випадки, які дали негативний результат на захворювання гарячкою Ебола.
Ліберія:
29 березня: Дані LI містять неточність. Раніше було 8 підозрюваних випадків та 6 смертей (жоден з цих випадків на той час не був підтверджений). Сім з цих випадків до 29 березня були досліджені, і п'ять виявилися негативними на вірус Ебола. Отже, кількість підозрюваних випадків мала б скоротитися до трьох, однак ця кількість не була вказана; крім того, мінімальна кількість підтверджених смертей мала дорівнювати 3. В доповіді ж сказано лише про 2 протестовані смертельні випадки, один з яких дав негативні результати на Еболу.
21 квітня: число смертей зменшилось на 2: один випадок після тестування дав негативні результати у Гвінеї, ще один був відкинутий як помилка при підрахунку. Загалом — 26 тестів дали негативні результати на вірус Ебола.
24 квітня: сказано, що ведеться перевірка 27 підозрюваних випадків, і що результати, зважаючи на це, можуть бути цілком відмінними від попередніх даних.
2 травня: рекласифікація завершена.
Сьєрра-Леоне: про випадки захворювання повідомлялося й раніше, однак до 3 травня насправді жоден з них не підтвердився. Отже, фактів захворювання не було. Попередні (помилкові) доповіді позначаються дужками «()».
7 квітня: 2 підозрювані випадки захворювання гарячкою Ебола були визначені як такі, що були спричинені гарячкою Ласса.
15 квітня: Із 12 підозрюваних випадків 11 були протестовані на вірус Ебола, однак дали негативні результати.
Малі: 7 квітня було повідомлено про 4 ймовірні випадки, проте це не була гарячка Ебола.
Примітка: 31 вересня дані ВООЗ щодо кількості смертей у Сьєрра-Леоне містять похибку.
Примітка: 7 вересня дані ВООЗ щодо кількості смертей у Сьєрра-Леоне були подвоєні у новій доповіді.
Примітка: 10 вересня — дані Управління з координації гуманітарних питань ООН, а також ліберійського уряду. Зауважте, Нігерія та Сенегал — без змін.
Примітка: 14 вересня інформація щодо Гвінеї за даними ВООЗ. Інформація щодо Ліберії — за даними урядових джерел. Інформація щодо Сьєрра-Леоне — за даними урядових джерел.
Примітка: 17 вересня інформація щодо Гвінеї та Сенегалу — за даними OCHA. Інформація щодо Ліберії — за даними урядових джерел. Інформація щодо Сьєрра-Леоне — за даними урядових джерел (Updated with Sierra Leone per Gov (джерело OCHA стверджує, що його доповідь подає дані за 18 вересня, однак числа щодо Сьєрра-Леоне відповідають числам з урядових джерел цієї країни за 17 вересня). Нігерія без змін.